# Thorsten Knauer
Thorsten Knauer (* 1980 in Lüdenscheid) ist ein deutscher Wirtschaftswissenschaftler und Professor für Betriebswirtschaftslehre. Er ist Inhaber des Lehrstuhls für Controlling an der Ruhr-Universität Bochum.

## Werdegang
Thorsten Knauer absolvierte von 2000 bis 2002 eine Ausbildung zum Bankkaufmann bei der Deutschen Bank AG in Wuppertal. Anschließend studierte er Betriebswirtschaftslehre an der Westfälischen Wilhelms-Universität Münster mit einem Auslandsaufenthalt an der University of Auckland (Neuseeland) und schloss das Studium 2007 als Diplom-Kaufmann ab. Er promovierte 2010 als wissenschaftlicher Mitarbeiter an der Westfälischen Wilhelms-Universität Münster bei Wolfgang Berens. 2013 habilitierte er sich ebenda. Während dieser Zeit verbrachte er von 2012 bis 2013 einen Forschungsaufenthalt an der Ivey Business School (London, Kanada).
Von 2013 bis 2016 hatte er einen Lehrstuhl für Controlling an der Universität Bayreuth inne. Im Jahr 2015 nahm Thorsten Knauer einen Ruf an die Ruhr-Universität Bochum an, wo er seit 2016 Inhaber des Lehrstuhls für Controlling ist. Seit 2019 ist er zudem geschäftsführender wissenschaftlicher Direktor des Instituts für Unternehmensführung (ifu) an der Ruhr-Universität Bochum.
Seine Forschungsschwerpunkte liegen in den Bereichen Performance Management, Unternehmensplanung, Unternehmenstransaktionen und wertorientiertes Controlling. Er ist Autor zahlreicher wissenschaftlicher und praxisorientierter Veröffentlichungen und Mitherausgeber der Zeitschrift Controlling.
Zusammen mit Friedrich Sommer und Arnt Wöhrmann ist Thorsten Knauer Initiator der EXRIMA (Experimental Research in Management Accounting).
Zudem ist er Gründer der Accounting & Controlling-Akademie, deren Fokus auf der berufsbegleitenden Weiterbildung liegt.

## Preise und Auszeichnungen
- 2017: Fellowship des Stifterverbands für Innovationen in der digitalen Hochschullehre
- 2014: Highly Commended Paper Award, Journal of Accounting and Organizational Change
- 2013: Auszeichnung der Fallstudie „Media Markt China Ltd. at a Crossroads“ mit dem 1. Platz des John Molson MBA Case Writing Competition
- 2013: Best Paper Award, Die Betriebswirtschaft
- 2007: Auszeichnung für das beste Diplom im Studienfach Betriebswirtschaftslehre an der Westfälischen Wilhelms-Universität Münster
- 2002: Auszeichnung der IHK für die beste Bankprüfung in Nordrhein-Westfalen

## Schriften (Auswahl)
- Due Diligence bei Unternehmensakquisitionen, 8. Auflage, Stuttgart 2019, mit W. Berens, H. U. Brauner und J. Strauch.
- Acquirers' Cultural Background and the Use of Earnouts, Journal of Accounting, Auditing and Finance, forthcoming, mit C. Ewelt-Knauer, J. Gefken und D. Wiedemann.
- The Shareholder Value Effects of using Value-based Performance Measures: Evidence from Acquisitions and Divestments, Management Accounting Research, 41, 2018, S. 43–61, mit L. Silge und F. Sommer.
- The Adoption and Benefits of Life Cycle Costing, Journal of Accounting and Organizational Change, 14 (2), 2018, S. 188–215, mit K. Möslang.
- Tournament Winner Proportion and its Effect on Effort: An Investigation of the Underlying Psychological Mechanisms, European Accounting Review, 26 (4), 2017, S. 681–702, mit F. Sommer und A. Wöhrmann.
- Market Reaction to Goodwill Impairments, European Accounting Review, 25 (3), 2016, S. 421–449, mit A.  Wöhrmann.
- Fraud Characteristics and Their Effects on Shareholder Wealth. Journal of Business Economics, 85 (9), 2015, S. 1011–1047, mit C. Ewelt-Knauer und M. Lachmann.
- Strategic Management Accounting Practices in Hospitals – Empirical Evidence on their Dissemination under Competitive Market Environments, Journal of Accounting and Organizational Change, 9 (3), 2013, S. 336–369, mit M. Lachmann und R. Trapp.